# St. Sebastian auf der Weit

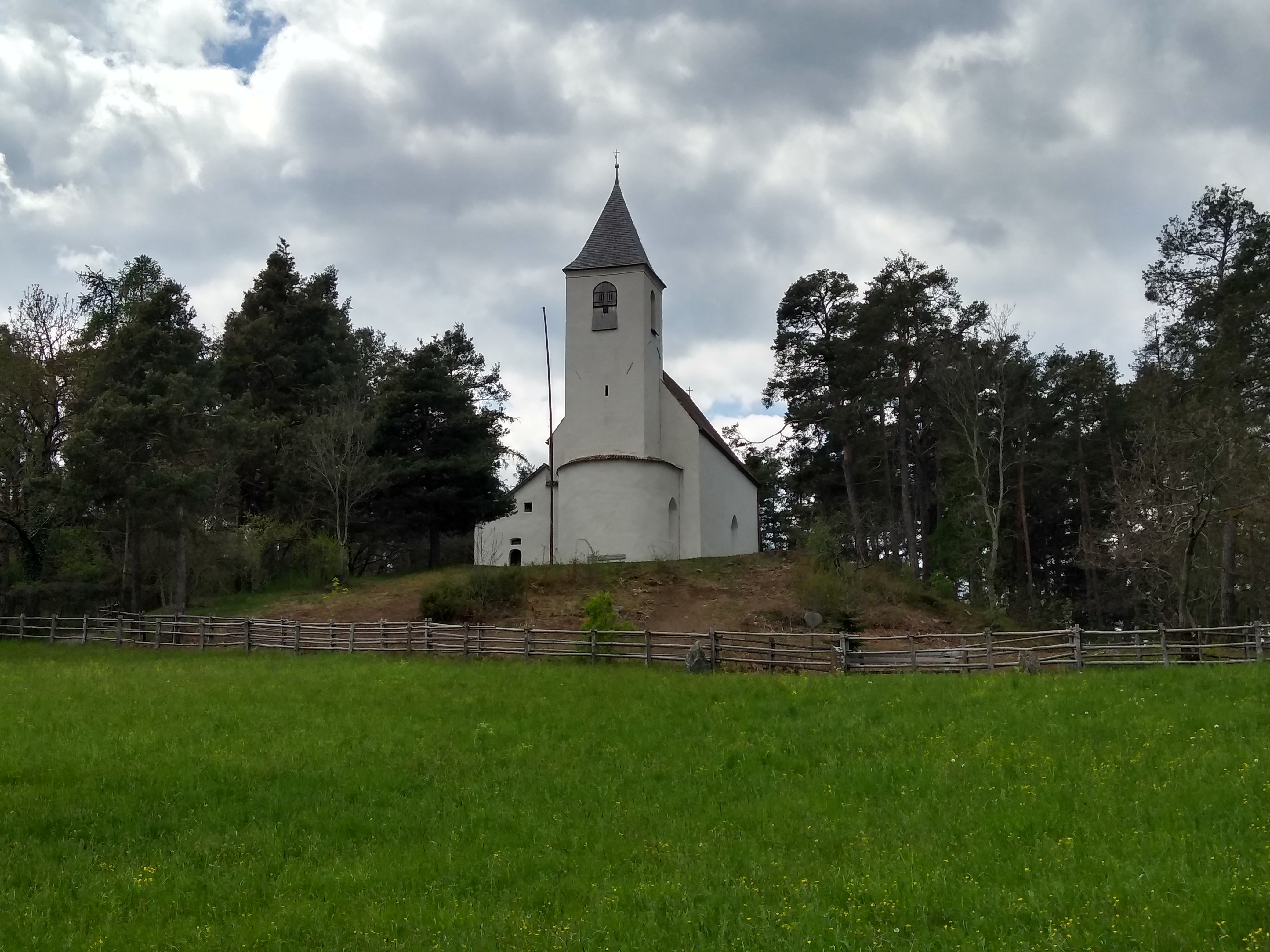
St. Sebastian auf der Weit

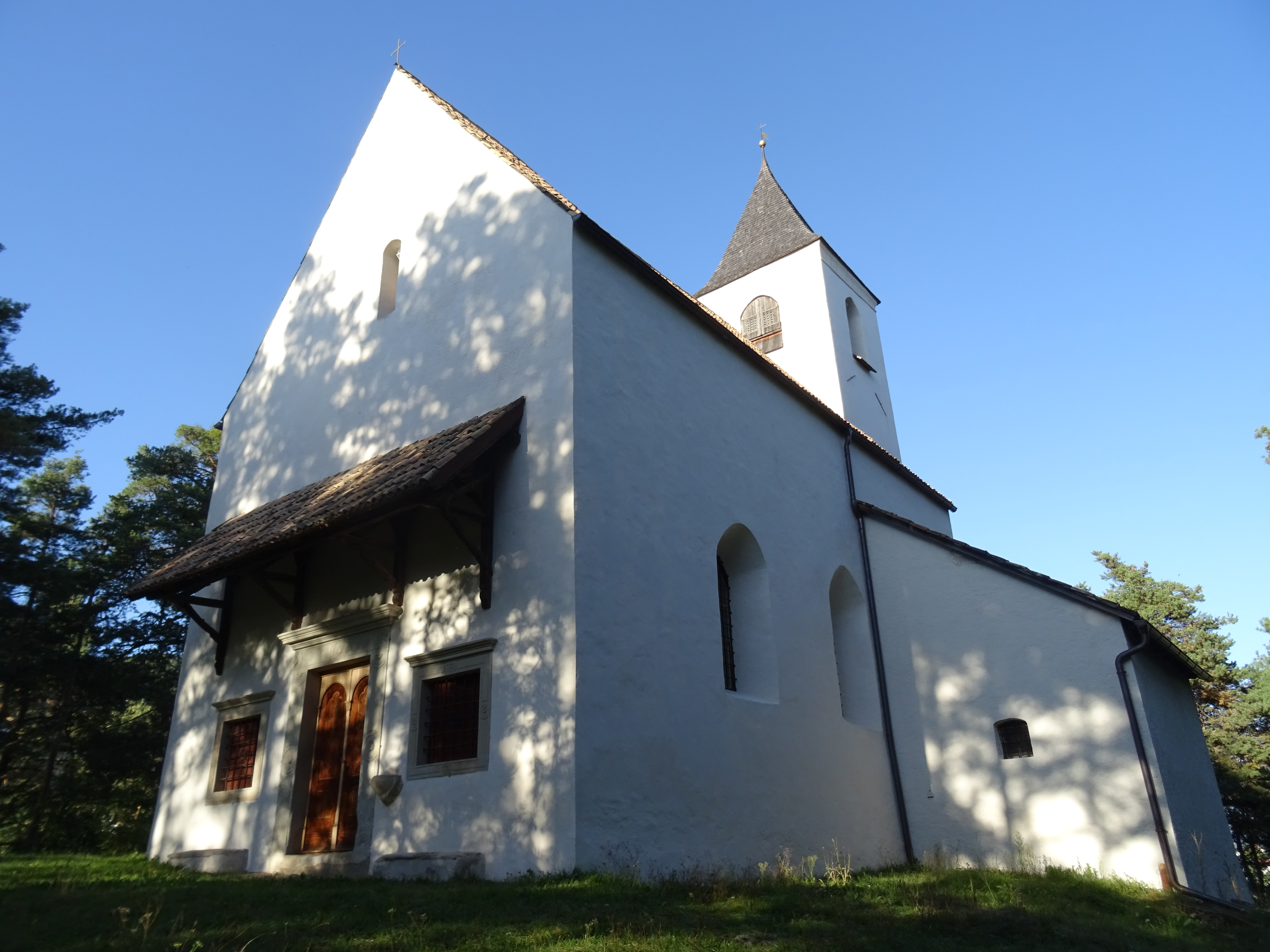
Vorderansicht

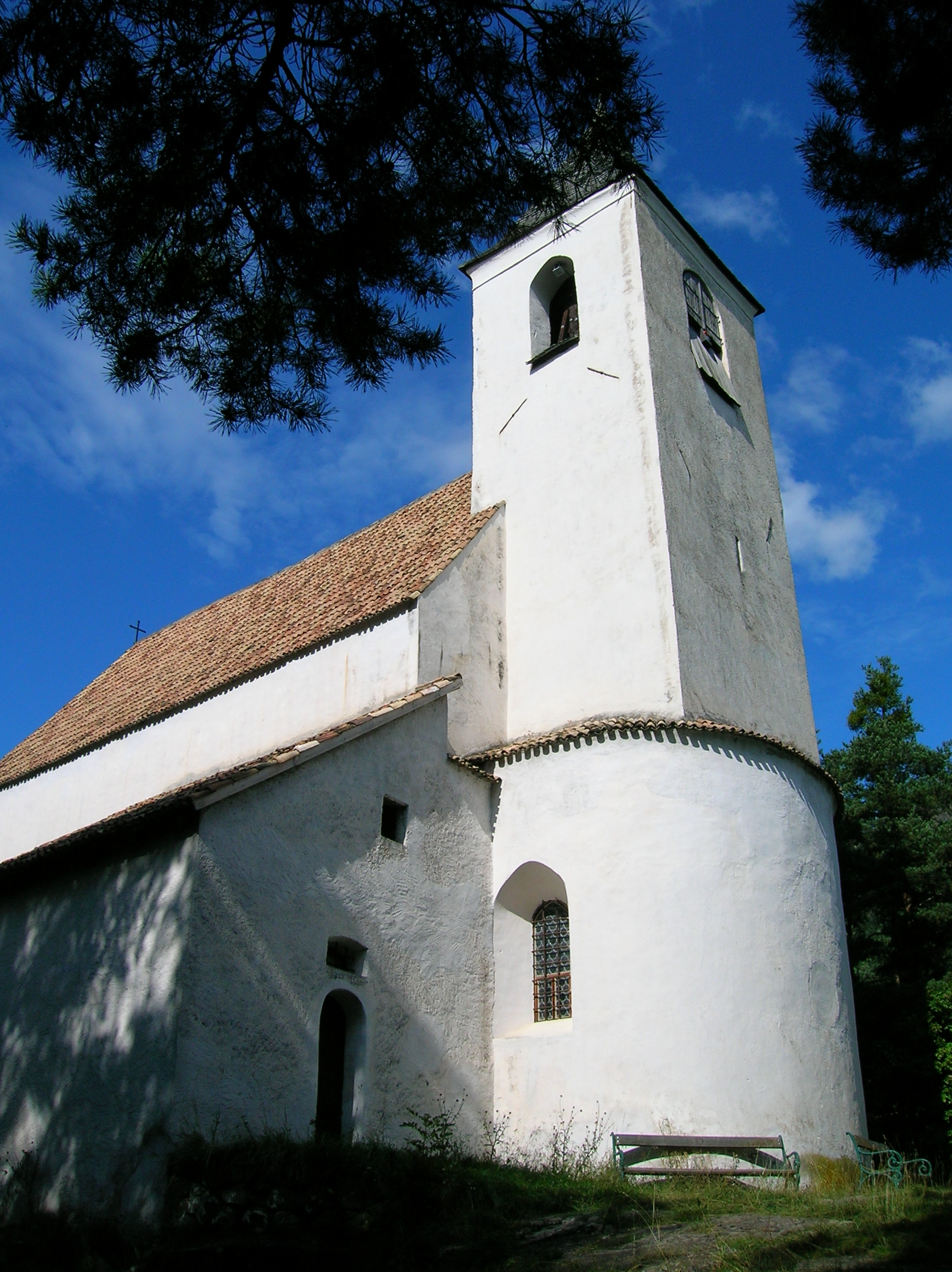
Apsis mit Chorturm

St. Sebastian auf der Weit ist eine römisch-katholische Filialkirche in Eschenbach, einem Ortsteil der Fraktion Unterinn in der Gemeinde Ritten in Südtirol. Das Patroziniumsfest wird alljährlich am 20. Januar mit einer Prozession begangen. Die Kirche steht unter Denkmalschutz.

## Geschichte
St. Sebastian liegt auf dem bewaldeten Hügel „auf der Weit“, am sogenannten alten Kaiserweg, der Via Raetia, zwischen dem Dorf Unterinn und dem Weiler Eschenbach. Möglicherweise wurde die Kirche auf einer heidnischen Kultstätte errichtet. Noch in der Römerzeit soll an der Stelle eine frühchristliche Kirche existiert haben. Sicher belegt ist ein alter Begräbnisplatz östlich der Kirche, bei der 1847 der Wirt Johann Oberrauch römische Urnengräber aus dem 2. bis 4. Jahrhundert n. Chr. ausgrub. Zudem fand man römische Münzen und einen Stilus. In der Nähe liegt eine seit der Jungsteinzeit besiedelte Hügelkuppe, auf der im 13. Jahrhundert die Burg Zwingenstein errichtet wurde, die damals zur Kontrolle und Aufsicht der Brennerstraße diente.
1075/78 wird die Kirche als in foreste sua Ritanensi vinitoribus sancti Sebastiani in einer Verfügung Bischof Heinrichs von Trient zugunsten Abt Willirams von Ebersberg erwähnt, sofern sich die Textstelle auf diese Kirche bezieht. Die heutige Kirche stammt im Kern aus dem Anfang des 14. Jahrhunderts und war seit Gründung Filialkirche der dem Deutschen Orden inkorporierten Mutterkirche St. Luzia in Unterinn. Auf den romanischen Vorgängerbau weist heute noch die halbkreisförmige Apsis hin. Nach einem Pestgelübde veranlassten die Bewohner 1637 „auf dem Pichl Zwingenstain“ den Bau der heutigen, dem Pestheiligen Sebastian gewidmeten Kirche, bei der man die Mauern des Vorgängerbaues mit einbezog und das Langhaus nach Westen verlängerte. Am 11. Januar 1983 stellte das Südtiroler Landesdenkmalamt die Kirche unter Denkmalschutz.

## Architektur
Die im Kern romanische Kirche ist einschiffig mit einer halbkreisförmigen Apsis und aufgesetztem Chorturm mit Spitzhelm. Die Chorapsis besitzt ein Spitztonnengewölbe mit Rippen und das Langhaus ein Tonnengewölbe.

## Ausstattung
Zur Ausstattung zählen drei frühbarocke Altäre und eine Kanzel aus dem 17. Jahrhundert. Der Hochaltar von 1691 stellt das Martyrium des Heiligen Sebastian dar. Einen der Seitenaltäre stiftete laut Inschrift 1688 die Gemeinde Unterinn selbst. Die Orgel auf der Empore wurde 1761 vom Orgelbauer Ignaz Franz Wörle aus Bozen bezogen und 1993 restauriert. Im Kirchturm hängt ein dreistimmiges Geläut. Die kleinste und gleichzeitig älteste Glocke goss laut Inschrift 1704 Georg Grassmayr in Brixen.